# Liolaemus shitan
Liolaemus shitan — вид ігуаноподібних ящірок родини Liolaemidae. Ендемік Аргентини.

## Поширення і екологія
Liolaemus shitan відомі з типової місцевості, розташованої в департаменті 25 травня в провінції Ріо-Негро, на висоті 820 м над рівнем моря. Вони живуть в скелястій місцевості, місцями порослій чагарниками. Живляться комахами.